# Čifáre
Čifáre (hongrois : Csiffár) est un village de Slovaquie situé dans la région de Nitra.

## Histoire
Première mention écrite du village en 1209.

## Démographie

### Évolution de la population
| Année:               | 1994. | 2004.   | 2014.   | 2024.   |
| -------------------- | ----- | ------- | ------- | ------- |
| Nombre de personnes: | 598   | 648     | 616     | 591     |
| Différence:          |       | +8,36 % | -4,93 % | -4,05 % |

| Année:               | 2023. | 2024.   |
| -------------------- | ----- | ------- |
| Nombre de personnes: | 603   | 591     |
| Différence:          |       | -1,99 % |